# Naval Academy (Maryland)
 (juillet 2025).
Naval Academy est une census-designated place située dans le comté d'Anne Arundel, dans l’État du Maryland, aux États-Unis. Lors du recensement de 2020, elle comptait 485 habitants.